# Беликова, Александра Демьяновна
Александра Демьяновна Беликова (19 октября 1919, Симферополь — 12 января 1989, Симферополь) — советский историк-архивист, археограф, организатор архивного дела в Крыму.

## Биография
Окончила Московский государственный историко-архивный институт. Работала научным сотрудником Хабаровского краевого архива (1941—1942), заведующим отделом (1942—1944). С декабря 1944 года по декабрь 1954 года занимала должность директора Госархива Крымской области. С 1954 по 1975 год работала заведующим архивным отделом Крымоблисполкома.
Скончалась 12 января 1989 года в городе Симферополь.

## Научный вклад
Составитель сборника документов «Борьба за Советскую власть в Крыму: Март 1917—1918», 1957.— Т. 1, 1961.— Т. 2), путеводителя «Крымский областной государственный архив», 1961).
Опубликовала большое количество статей в научно-информационном бюллетене Архивного управления УССР, посвященных проблемам архивного строительства в Крыму, вопросам разработки отдельных фондов.

## Награды
- Медаль «За доблестный труд в Великой Отечественной войне 1941-1945 гг.»,
- Медаль «За доблестный труд. В ознаменование 100-летия со дня рождения Владимира Ильича Ленина».